# Giovanni Gebbia
Giovanni Gebbia, detto Ninni (Catania, 18 aprile 1956), è un ex cestista e allenatore di pallacanestro italiano.
Come giocatore, ha legato la sua carriera alla Virtus Ragusa, con cui ha giocato fra Serie B e Serie C. Come allenatore, invece, è stato a lungo in Serie A2, tra anni novanta e duemila.

## Biografia
Nato a Catania ma ragusano, a parte l'attività di cestista e allenatore, ha una lunga carriera nella formazione. È formatore nazionale CNA e minibasket, dunque svolge il ruolo di istruttore ai corsi per allenatore, tiene numerose riunioni tecniche del programma di aggiornamento obbligatorio degli allenatori, aggiornamenti minibasket e corsi easybasket. Ha al suo attivo il corso di IV livello europeo della Scuola dello Sport di Roma, un master in Relazione e comunicazione didattica nella pallacanestro e un diploma di counsellor in ambito socio-educativo per lo sport e le attività motorie.
Ha collaborato alla realizzazione del testo "Diventare Coach" di Ettore Messina (2007), oltre ad aver pubblicato svariati articoli per il sindacato degli allenatori (USAP).

## Carriera

### Giocatore
Playmaker cresciuto nella Virtus Ragusa, nel 1975-76 disputò una stagione a Casale Monferrato allenato da Vittorio Tracuzzi, che in seguito lo allenò ancora a Ragusa. Nel 1977 disputò un torneo a Malta con lo Sport Club Catania. In totale, disputò 14 campionati con la Virtus Ragusa tra Serie B e Serie C, fino al 1986.

### Allenatore
Dopo l'esperienza nelle giovanili negli anni '80 – tra cui la direzione della selezione siciliana al Trofeo delle Regioni "Decio Scuri" 1985 –, è in B2 come coach della Virtus Ragusa, che porta alla B1.
Nel 1992-93 subentrò a Guglielmo Roggiani sulla panchina della Polisportiva Battipagliese, in Serie B d'Eccellenza. I biancoarancio vinsero una striscia di partite e agganciarono la zona play-off, ma vi rimasero fuori per la classifica avulsa.
È chiamato da Vincenzo Garraffa in A2 alla Pallacanestro Trapani, dove resta una stagione (con esonero). Con Valentino Renzi, va a Pozzuoli in B1, che porta alla A2, dove disputa diversi campionati. Da lì, ancora A2 con Jesi, Scafati e Ragusa, due stagioni, prima di ritornare in B1, alla Sutor Montegranaro.
Nel finale della stagione 2004-05 è coach della Virtus Siena sempre in B1. Dopo un'esperienza, con esonero, a Montegranaro in B1, torna a Ragusa a rifondare la società, di cui è anche allenatore. Inizia anche l'attività federale, come responsabile tecnico territoriale del progetto qualificazione nazionale maschile dal 2007 al 2009, poi come assistente allenatore in tre tornei internazionali con la Nazionale Under-16 tra il 2006 e il 2008.
Diventato direttore generale, nel settembre 2011, in seguito alla crisi economica che affligge la società, risolve consensualmente il contratto con la società iblea.
Da settembre 2012 diventa allenatore del settore giovanile (dall'Under 13 all'Under 19) del CUS Bari Pallacanestro e collaborando con il progetto barese BBS (Bari Basket Soul).
Nell'estate 2014 è stato richiamato a Ragusa per coordinare l'accordo giovanile tra Nova Virtus e Pégaso. Allenava l'Under-17 della Pégaso ed era assistente di Giorgio Dimartino per l'Under-15 d'Eccellenza.
Nel giugno 2022 è scelto come nuovo allenatore della Rainbow Viagrande, in Serie B femminile. Nel 2023 conquista la medaglia d'oro con la Nazionale femminile Under-18 di Malta agli Europei Division C a Durazzo. Dopo un anno nello staff della I Have a Team Ragusa, nel 2024-2025 è allenatore del Meerkat Scicli in Divisione Regionale 1.

### Federazione
Nel 2014 è nominato referente tecnico territoriale femminile per la FIP Sicilia. Dal 2016 al 2018 è rtt unico, poi dal 2018 al 2020 solo per il settore femminile.
Dal 2016 al 2020 è consigliere federale della Federazione Italiana Pallacanestro.
Nel quadriennio 2020-2024, è presidente del Comitato Nazionale Allenatori in Sicilia.